# 1731 en musique classique
| \| • Retour à la chronologie générale de la musique classique • \| |
| Grèce • Rome • Haut Moyen Âge • VIIIe siècle • IXe siècle • Xe siècle • XIe siècle XIIe siècle • XIIIe siècle • XIVe siècle • XVe siècle • XVIe siècle • XVIIe siècle XVIIIe siècle • XIXe siècle • XXe siècle • XXIe siècle |
| • Retour à la chronologie générale de la musique classique • |

| Années en musique classique : 1728 - 1729 - 1730 - 1731 - 1732 - 1733 - 1734    |
| Décennies en musique classique : 1700 - 1710 - 1720 - 1730 - 1740 - 1750 - 1760 |

## Événements
- 13 septembre : Johann Adolph Hasse, Cleofide (Dresde).
- Haendel : Poro, re delle Indie (Londres).
- Cantates de Johann Sebastian Bach :
  - Dem Gerechten muß das Licht ;
  - Der Herr ist mein getreuer Hirt ;
  - Schwingt freudig euch empor ;
  - So kämpfet nun, ihr muntern Töne ;
  - Wachet auf, ruft uns die Stimme ;
  - Wir danken dir, Gott, wir danken dir

## Naissances

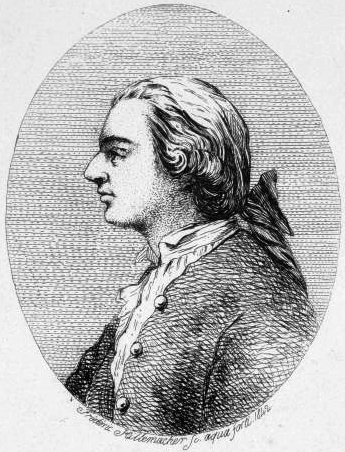
Gaetano Pugnani

- 7 mars : Jean-Louis Laruette, chanteur et compositeur français († 10 janvier 1792).
- 8 mars : Filippo Manfredi, compositeur et violoniste italien († 12 juillet 1777).
- 13 mai : Thomas Frieberth, compositeur et moine autrichien († 2 octobre 1788).
- 4 août : Giuseppe Colla, compositeur italien († 16 mars 1806).
- 7 septembre : Elisabetta de Gambarini, musicienne anglaise († 9 février 1765).
- 27 novembre : Gaetano Pugnani, compositeur et violoniste italien († 15 juillet 1798).
- 8 décembre : František Xaver Dušek, compositeur tchèque († 12 février 1799).
- 28 décembre : Christian Cannabich, compositeur allemand († 20 janvier 1798).

## Décès
- 27 janvier : Bartolomeo Cristofori, facteur de clavecin et pianoforte (° 4 mai 1655).
- 21 avril : Pierre Jaillard (anglicisé sous le pseudonyme de Peter Bressan), facteur français d'instruments à vent de la famille des bois († 27 mai 1663).
- 1er mai : Johann Ludwig Bach, violoniste et compositeur allemand (° 4 février 1677).
- 17 août : Johann Augustin Kobelius, musicien, compositeur et maître de chapelle saxon (° 21 février 1674).
- 1er septembre : Pierre Danican Philidor, compositeur, hautboïste français (° 22 août 1681).
- 26 décembre : Antoine Houdar de La Motte, librettiste français (° 17 janvier 1672).

.